# Suriname International 2011
Die Suriname International 2011 im Badminton fanden vom 24. bis zum 27. November 2011 in Paramaribo statt.

## Sieger und Platzierte
| Disziplin    | Gold                                    | Silber                                 | Bronze                                 |
| ------------ | --------------------------------------- | -------------------------------------- | -------------------------------------- |
| Herreneinzel | Pedro Martins                           | Michael Lahnsteiner                    | Daniel Paiola                          |
| Herreneinzel | Pedro Martins                           | Michael Lahnsteiner                    | Alistair Casey                         |
| Dameneinzel  | Neslihan Yiğit                          | Özge Bayrak                            | Cristina Aicardi                       |
| Dameneinzel  | Neslihan Yiğit                          | Özge Bayrak                            | Telma Santos                           |
| Herrendoppel | Virgil Soeroredjo Mitchel Wongsodikromo | Luíz dos Santos Alex Tjong             | Redon Coulor Dion Sjauw Mook           |
| Herrendoppel | Virgil Soeroredjo Mitchel Wongsodikromo | Luíz dos Santos Alex Tjong             | Dylan Darmohoetomo Irfan Djabar        |
| Damendoppel  | Özge Bayrak Neslihan Yiğit              | Rugshaar Ishaak Crystal Leefmans       | Arantxa Ilahibaks Quennie Pawirosemito |
| Damendoppel  | Özge Bayrak Neslihan Yiğit              | Rugshaar Ishaak Crystal Leefmans       | Yasmin Cury Monika Fašungová           |
| Mixed        | Hugo Arthuso Fabiana Silva              | Mitchel Wongsodikromo Crystal Leefmans | Michal Matejka Monika Fašungová        |
| Mixed        | Hugo Arthuso Fabiana Silva              | Mitchel Wongsodikromo Crystal Leefmans | Alrick Toney Sherifa Jameson           |

## Finalergebnisse
| Disziplin    | Sieger                                  | Finalist                               | Ergebnis            |
| ------------ | --------------------------------------- | -------------------------------------- | ------------------- |
| Herreneinzel | Pedro Martins                           | Michael Lahnsteiner                    | 14:21, 21:16, 21:18 |
| Dameneinzel  | Neslihan Yiğit                          | Özge Bayrak                            | 21:16, 23:21        |
| Herrendoppel | Mitchel Wongsodikromo Virgil Soeroredjo | Luíz dos Santos Alex Tjong             | 21:14, 21:17        |
| Damendoppel  | Neslihan Yiğit Özge Bayrak              | Crystal Leefmans Rugshaar Ishaak       | 21:3, 21:7          |
| Mixed        | Hugo Arthuso Fabiana Silva              | Mitchel Wongsodikromo Crystal Leefmans | 22:20, 21:18        |